# Керрі Кун
Керрі Кун (англ. Carrie Coon; нар. 24 січня 1981, Коплі, Огайо, США) — американська акторка театру, телебачення та кіно. Відома ролями у серіалах «Залишені» та «Фарґо» (сезон 3).

## Життєпис
Народилася в Коплі, Огайо, США в родині Джона та медсестри Поли Кун. В шкільні роки займалася спортом і досягла успіхів на місцевому рівні. У 1999 закінчила школу в Коплі та вступила в University of Mount Union за напрямком іспанська та англійська мови. В університеті грала в студентських виставах, один із професорів їй порадив спробувати себе в галузі акторської майстерності. Скориставшись порадою, вступила в Університет Вісконсин-Медісон.
У серпні 2013 одружилася з драматургом Трейсі Леттсом.

## Кар'єра
Після закінчення навчання Кун влаштовується в театр і додатково заробляє на зйомках реклами. Її театральні досягнення були помічені критиками: у 2013 вона отримала номінацію на премію «Тоні».
У 2011 Керрі дебютувала на телеекрані. Після епізодичних появ у серіалах була прийнята в основний склад драматичного телесеріалу «Залишені» на роль Нори Дарст — жінки, яка втратила чоловіка, сина та доньку. У 2014 вийшла стрічка «Загублена», Кун зіграла екранну сестру Бена Аффлека. У листопада 2016 року акторка приєдналася до акторського складу науково-фантастичного фільму «Рідня». У 2017 почала виконувати роль Глорії Бегл у серіалі «Фарґо».

## Фільмографія
| Рік       |    | Українська назва                      | Оригінальна назва                     | Роль                         |
| --------- | -- | ------------------------------------- | ------------------------------------- | ---------------------------- |
| 2011      | с  | Клуб «Плейбой»                        | The Playboy Club                      | Доріс Голл                   |
| 2012      | кф | Один на мільйон                       | One in a Million                      | Бікс                         |
| 2013      | с  | Закон і порядок: Спеціальний корпус   | Law & Order: Special Victims Unit     | Талія Блейн                  |
| 2013      | с  | Айронсайд                             | Ironside                              | Рейчал Раян                  |
| 2014      | с  | Штучний інтелект                      | Intelligence                          | Ліенн Вік                    |
| 2014      | ф  | Загублена                             | Gone Girl                             | Марго Данн                   |
| 2014—2017 | с  | Залишені                              | The Leftovers                         | Нора Дест/Сара               |
| 2016      | ф  |                                       | Strange Weather                       | Берд Рітт                    |
| 2017      | с  | Фарґо                                 | Fargo                                 | Глорія Бегл                  |
| 2017      | ф  | Секретне досьє                        | The Post                              | Мег Грінфілд                 |
| 2018      | ф  | Месники: Війна нескінченності         | Avengers: Infinity War                | Проксима Міднайт             |
| 2018      | ф  | Рідня                                 | Kin                                   | Морган Гантер                |
| 2018      | с  | Грішниця                              | The Sinner                            | Вера Волкер                  |
| 2018      | ф  | Вдови                                 | Widows                                | Аманда                       |
| 2018      | ф  |                                       | The Legacy of a Whitetail Deer Hunter | Лінда Фергюсон               |
| 2019      | ф  | Месники: Завершення                   | Avengers: Endgame                     | Проксима Міднайт (озвучення) |
| 2020      | ф  | Гніздо                                | The Nest                              | Еллісон                      |
| 2021      | мс | А що як...?                           | What If...?                           | Проксима Міднайт             |
| 2021      | ф  | Мисливці на привидів: З того світу    | Ghostbusters: Afterlife               | Келлі Спенглер               |
| 2023      | ф  | Бостонський душитель                  | Boston Strangler                      | Джин Коул                    |
| 2024      | ф  | Мисливці на привидів: Крижана імперія | Ghostbusters: Frozen Empire           | Келлі Спенглер               |